# آلیس تالیونی
 آلیس تالیونی (فرانسوی: Alice Taglioni‎؛ زادهٔ ۲۶ ژوئیهٔ ۱۹۷۶) هنرپیشه اهل فرانسه است. از فیلم‌هایی که وی در آنها نقش داشته‌است می‌توان به جنگجویان آسمان، پورتوریکویی‌ها در پاریس و بدل اشاره کرد.